# Psi5 Aurigae
Título a ser usado para criar uma ligação interna é Psi5 Aurigae.
Psi5 Aurigae (Dolones, 56 Aurigae) é uma estrela na direção da constelação de Auriga. Possui uma ascensão reta de 06h 46m 44.34s e uma declinação de +43° 34′ 37.3″. Sua magnitude aparente é igual a 5.24. Considerando sua distância de 54 anos-luz em relação à Terra, sua magnitude absoluta é igual a 4.15. Pertence à classe espectral G0V.